# 第1装甲师 (英国)
第1裝甲師（1st Armoured Division）是英國陸軍的一個裝甲師，於1945年1月1日解散。

## 歷史
在1940年，第1裝甲師調往法國，並參加了稍後爆發的法國戰役。該師曾經在布隆涅和加萊兩地作戰。但是因爲防守失利而損失一部分部隊。隨後，該師一直在索姆河以南作戰，直到1940年6月16日撤離歐洲大陸。之後，在英國本土駐守一段時間後，於1940年8月派往北非，並在11月抵達。該師在北非曾經參與第一次和第二次阿拉曼戰役。在1944年5月，該師前往義大利，在義大利作戰期間，曾經參與進攻哥特防線。
最終，1944年10月，該師轉爲“非作戰部隊”。次年（1945年）1月1日，該師解散。

## 腳註
註釋
1. ↑  63輛輕型坦克, 205輛中型坦克， 24輛近程支援坦克，25輛防空坦克，8輛炮兵觀察坦克。[2]
2. ↑  該數據僅爲戰時編制。

參考
1. ↑  Joslen, p. 129
2. ↑  Joslen, p. 9
3. 1 2   David Porter著 卡米柚子譯. . TW: 楓書坊. : p178. ISBN 978-986-6326-28-8 （中文（繁體））.